# كورت أكسيلسون
كورت أكسيلسون (بالسويدية: Kurt Axelsson)‏ هو لاعب كرة قدم سويدي في مركز الدفاع، ولد في 10 نوفمبر 1941 في السويد، وتوفي بنفس المكان في 15 ديسمبر 1984 بسبب حادث مرور. شارك في حادث مرور. وشارك مع منتخب السويد لكرة القدم. أما مع النوادي، فقد لعب مع غايس غوتنبرغ وكلوب بروج.

## وصلات خارجية
- كورت أكسيلسون على موقع قاعدة بيانات كرة القدم.إي يو (الإنجليزية)
- كورت أكسيلسون على موقع ناشيونال فوتبول تيمز (الإنجليزية)
- كورت أكسيلسون على موقع عالم كرة القدم.نت (الإنجليزية)